# Кашмір (Вашингтон)
Кашмір (англ. Cashmere) — місто (англ. city) в США, в окрузі Шелан штату Вашингтон. Населення — 3248 осіб (2020).

## Географія
Кашмір розташований за координатами 47°31′2″ пн. ш. 120°27′59″ зх. д. / 47.51722° пн. ш. 120.46639° зх. д. (47.517228, -120.466267).  За даними Бюро перепису населення США в 2010 році місто мало площу 2,77 км², з яких 2,67 км² — суходіл та 0,11 км² — водойми. В 2017 році площа становила 3,08 км², з яких 2,97 км² — суходіл та 0,11 км² — водойми.

## Демографія
Згідно з переписом 2010 року, у місті мешкали 3063 особи в 1118 домогосподарствах у складі 760 родин. Густота населення становила 1104 особи/км².  Було 1179 помешкань (425/км²).
Расовий склад населення:
| - 77,0 % — білих - 1,0 % — корінних американців - 0,5 % — азіатів - 0,3 % — чорних або афроамериканців - 0,1 % — вихідців з тихоокеанських островів - 18,5 % — осіб інших рас |

До двох чи більше рас належало 2,7 %. Частка іспаномовних становила 28,4 % від усіх жителів.
За віковим діапазоном населення розподілялося таким чином: 25,9 % — особи молодші 18 років, 58,1 % — особи у віці 18—64 років, 16,0 % — особи у віці 65 років та старші. Медіана віку мешканця становила 37,6 року. На 100 осіб жіночої статі у місті припадало 94,2 чоловіків;  на 100 жінок у віці від 18 років та старших — 91,0 чоловіків також старших 18 років.
Середній дохід на одне домашнє господарство  становив 57 083 долари США (медіана — 52 461), а середній дохід на одну сім'ю — 67 057 доларів (медіана — 59 186). За межею бідності перебувало 10,2 % осіб, у тому числі 11,6 % дітей у віці до 18 років та 6,7 % осіб у віці 65 років та старших.
Цивільне працевлаштоване населення становило 1370 осіб. Основні галузі зайнятості: освіта, охорона здоров'я та соціальна допомога — 20,7 %, роздрібна торгівля — 16,1 %, сільське господарство, лісництво, риболовля — 12,0 %, мистецтво, розваги та відпочинок — 10,5 %.